# 南代鮎美
南代 鮎美（なんだい あゆみ）は、日本の実業家。株式会社Grazia（グラツィア）代表取締役CEO。日本ヨガインストラクター協会（JYIA）理事長。

## 人物
1968年、東京都生まれ。1990年、大手美容関連企業に入社。店舗運営・企画営業・コンサルティング・人材育成・化粧品開発を経て、1997年、28歳で独立。美容サービス業である株式会社Graziaを設立。
その後、新規事業に着手、エステ、ヨガ、アロマ、スクール、ネイルサロン等の総合美容サロン経営に成功。医療・福祉の現場へのヨガの普及を図るとともに、化粧品メーカーとしてオリジナルコスメを企画・開発。全国5000店舗で導入されている「ディレイア」にヒト幹細胞培養液・独自複合成分・国際特許浸透技術・ハイブリッドエクソソームなどの先進美容成分・テクノロジーを採用。製造販売業許可を取得し、原料供給・OEM等、エビデンスに基づく最先端コスメ開発を手掛ける。南代が「ヒト幹細胞培養液」に着目しグラツィアで『ディレイア ステム リバイタセラム』を発表した当時、ヒト幹細胞コスメを取り扱う企業は、国内で2社しかなく、同社はその走りであり、ヒト幹細胞コスメのパイオニアとして、その後も業界をつねにリードし続けている。
2007年からは経営コンサルティング業を開始。2008年、日本ヨガインストラクター協会（JYIA）を設立、理事長に就任。1年以内に60％、3年以内に90％が廃業していると言われるエステサロン経営の廃業率低下に尽力。2020年現在、全国47都道府県にJYIA加盟校を開設。「ヨガとハートからリレーションシップ」をテーマに、日本全国に健康な社会の創設、医療・福祉の現場へのヨガの普及を図る目的で、インストラクターの指導・育成の現場作りに力を入れている。現在は認定校として表参道（本部）校、池袋校、池袋駅前校、大阪（梅田）校、福岡（天神）校、名古屋校、静岡校、前橋校、新潟校、ニューヨーク校の10校を運営している。
メーカー直営のヨガ&エステティックサロンであるグラツィア池袋本店、クオータグラツィア表参道店など7店舗を運営。総計17の店舗及び学校を運営している。
2018年以降は人材育成の取り組みに注力。社内で積極的に理念研修を開催し、自ら講師を務める 。

## 経歴
- 1968年 - 東京都生まれ。
- 1990年 - 大手美容関連企業に入社。
- 1998年 - 28歳で独立。株式会社Graziaを設立。
- 2007年 - 経営コンサルティング業を開始。
- 2008年 - 日本ヨガインストラクター協会（JYIA）を設立、理事長に就任。
- 2013年 – アークヒルズ仙石山森タワーにオフィス入居。
- 2015年 - 医療分野でも実用化されている「国際特許浸透技術イノベーティブ 3DナノテクノロジーR」を採用し『ディレイア』シリーズ発表[14][4]。
- 2017年 - 『ディレイア』シリーズに新たに5種類を追加。11月、東京・有楽町マルイにコスメショップ「ディレイア ザ コスメ 有楽町マルイ店」出店[14]。
- 2018年
  - 3月、「ザ・グラツィア・インターナショナル株式会社」を設立。化粧品のPB・OEM事業を開始（化粧品製造許可番号13C0X11506）。
  - 11月、ECサイトでも購入可能な一般向けヒト幹細胞コスメ『direia TO』シリーズを発売。エステティックサロン専売品の『direia』シリーズのセカンドラインとして、市場に流通させる[15] 。
- 2019年 - 5月、美容機器を専門に取り扱う「グラツィア・イノベーション株式会社」を設立し、美容機器の開発・販売を本格的に開始。6月には大阪府・中央区にコスメショップ「ディレイア ザ コスメ エディオンなんば店」を出店[16] 。

その他

## 所属団体・役職
- 一般社団法人JYIA日本ヨガインストラクター協会 理事長
- 一般社団法人アジアアンチエイジング協会 理事
- 一般社団法人国際エステティック美容協会 理事
- 一般社団法人内面美容医学財団 参事
- ビューティ・ビジネス・コンプライアンス研究会 正会員

## 受賞歴
開発した『ディレイア』シリーズが『エステセレクション』『ベストアイテム』『マストバイアイテム』等で多数に入賞。特に『ベストアイテム』では2020年時点で3年連続入賞・殿堂入りを果たした。